# 长沙玮希国际学校
长沙玮希国际学校成立于2010年，位于中国湖南省长沙市，是湖南首家经国家教育部批准设立的外籍人员子女学校，也是全省首家以英语为第一教学语言的K12国际学校 。
学校以培养具有国际视野的终身学习者为目标，先后获得国际文凭组织（IBO）、剑桥大学评估国际教育（CIE）、国际学校理事会（CIS）认证。

## 课程
学校是经国际文凭组织（IB）授权开设小学项目（PYP）的IB国际学校。
玮希是剑桥国际考试(CIE) 中心，提供国际中学教育普通证书（IGCSE） 以及剑桥国际普通教育高级程度证书（A-Level）课程和考试。此外，玮希还获得了国际学校理事会（CIS）的认可。 